# こんにちパンクール
こんにちパンクールは、YouTubeで活動する大喜利をする7人組。第6回・第8回AUN〜コンビ大喜利王決定戦〜優勝者。

## 概要
名称はメンバーが好きな言葉を持ち寄り、その中から抽出した「こんにちは」「パン」「パルクール」を組み合わせて名付けられた。
2022年（令和4年）1月5日から活動を開始した7人組のYouTubeチャンネルで、主に大喜利を投稿している。メンバーの中では警備員のみ事務所（パッチューネ）に所属するお笑い芸人であり、他はフリーもしくはアマチュアのお笑い芸人や、大喜利を趣味としている社会人である。平日はメンバー各自が別々の場所で働いているが、週末に全員で集まり大喜利動画を撮影している。メンバーは大喜利プレイヤーとして、大喜利YouTube・イベント「大喜る人たち」にもよく出演している。
2023年（令和5年）6月3日に開催されたAUN〜コンビ大喜利王決定戦〜の第6回大会では、警備員・ぺるとものコンビが出場し、予選の「新呼吸」を勝ち上がって本選に出場し、初優勝した。
2024年（令和6年）10月26日に一ツ橋ホールで開催されたAUN〜コンビ大喜利王決定戦〜の第8回大会では、ヨネダ2000やマユリカを制し2度目の優勝を果たした。同年12月11日に笠間書院より発売された『芸人短歌』にはメンバー全員の短歌が掲載された。

## メンバー
田野
編集担当。警備員、吉原怜那（ダウ90000）とのトリオ「Conva」のメンバー。2024年度からフリーのピン芸人として活動している。テロップの色は黄緑色。
蛇口捻流
FANとのコンビ「デッサンビーム」としても活動。ピンネタを披露することもあり、R-1グランプリ2025にて準々決勝に進出した。テロップの色は水色。
アオリーカ
会社員のかたわら2017年より大喜利ライブで活動。テロップの色は青色。
FAN
編集担当。東京大学農学部卒。東京大学落語研究会OB。2022年9月より千代園るるとのお笑いコンビ「8月22日の彼女」として活動している。蛇口捻流とのコンビ「デッサンビーム」や春とヒコーキのYouTubeチャンネル「バキ童チャンネル」のスタッフとしても活動中。テロップの色は紫色。
警備員
TikTok、YouTubeShorts担当。コントトリオ「ハチカイ」・コントトリオ「Conva」のメンバー。大喜る人たちトーナメント2024にて優勝。テロップの色はオレンジ色。
ぺるとも
会社員のかたわら大喜利ライブで活動。テロップの色は赤色。
ジョンソンともゆき
2008年に「ともゆき」としてニコニコ動画にゲーム実況を投稿し始め、2013年からは漫画の投稿を開始。2025年1月現在、Xのフォロワーは34万人を超えている。2022年設立の合同会社イチコマ代表社員。テロップの色はピンク色。

## 作品

### 書籍
- 芸人短歌（2024年12月11日発売、笠間書院、ISBN 978-4-305-71027-7） - 井口可奈編著、執筆にメンバー7人も参加[11]